# Гвилим Ди из Арвона
Гви́лим Ди (Чёрный) из А́рвона (валл. Gwilym Ddu o Arfon) — валлийский поэт, живший вскоре после падения королевства Гвинед (расцвет творчества — 1280—1320). Хронологически время его жизни, как и его современника Грифида ап Давида ап Тидира, находится в переходном периоде между эпохой «поэтов принцев» и «поэтов благородных».

## Биография
Как и в случае Грифида ап Давида ап Тидира, все данные о жизни поэта можно почерпнуть только из его стихов. Прозвище Гвилима указывает на то, что он был родом из Арвона (ныне в округе Гуинет). Местная традиция, записанная антикварием Джоном Джонсом, связывает его с областью Глинлливон в арвонском кантреве. Джонс сообщает, что Гвилим жил «в месте, известном как Стены Гвилима Чёрного (Muriau Gwilym Ddu) возле фермы Тидира, недалеко от Глинлливона». Главным его покровителем был дворянин с Англси сэр Грифид Ллуйд, потомок Эдниведа Вихана, который был ближайшим советником Лливелина Великого. Из стихотворений Гвилима вытекает, что у него было почётное место при дворе сэра Грифида в Трегарнеде на Англси и что Гвилим пострадал, когда Ллуйд был на два года заключен в Рудланском замке по подозрению в участии в восстании против англичан в начале XIV века. В одном из стихотворений говорится о желании поэта отправиться в паломничество в Святую землю.

## Стихотворения
Сохранилось всего четыре стихотворения Гвилима Чёрного. Два из них представляют собой хвалебные песни в размере аудл, обращённые к Грифиду Ллуйду. Большой интерес представляет стихотворение на смерть (marwnad) современника Гвилима, поэта Трахайарна Бридида Маура. Последнее стихотворение, также написанное в размере аудл, обращено к Иисусу. Гвилим был большим мастером кинханеда, что роднит его с поэтами принцев, но многие черты его поэзии сугубо индивидуальны.